# وازگن گاپرلیان
وازگن گاپرلیان  بازیکن فوتبال بازنشسته درگذشته در پست ارمنی‌تبار اهل ایران است.

## باشگاهی
از باشگاه‌هایی که در توپ زده‌است می‌توان آرارات تهران را اشاره کرد.